# Moderno (cangaceiro)
Virgínio Fortunato da Silva, vulgo Moderno (Florânia, 16 de janeiro de 1902 – Monteiro, 1936), foi um cangaceiro brasileiro. 

## Biografia

### Origem
De acordo com alguns pesquisadores, o local mais provável do nascimento de Virgínio foi em Alexandria, no Estado do Rio Grande do Norte, no ano de 1903. Posteriormente, Thiago de Góes e um grupo de pesquisadores sobre o cangaço encontrou um registro que aponta que Virgínio Fortunato da Silva nasceu na Vila de Flores, que atualmente compreende a cidade de Florânia, no dia 16 de janeiro de 1902.

### Ingresso no cangaço
Atuou como negociador de miçangas antes de ingressar no cangaço. 
Inicialmente casado com Anália Ferreira (Angélica), irmã do cangaceiro Lampião, seguiu seu cunhado no cangaço.
Após ficar viúvo, casou-se com Durvinha, com quem teve dois filhos.
Integrava uma das facções mais cruéis do bando de Lampião, atuando nos estados de Alagoas, Sergipe e Bahia.  Era conhecido como o "capador oficial" do bando de Lampião, visto que sua marca era a castração realizada nas vítimas. Liderou um bando próprio, integrado, entre outros, por Moreno, o qual acabaria se casando com Durvinha após a morte de Virgínio em 1936.

### Morte
Virgínio foi gravemente ferido na virilha quando estava com o bando de Corisco, no município de Monteiro. Não resistindo, veio a óbito no ano de 1936.